# Solidaridad

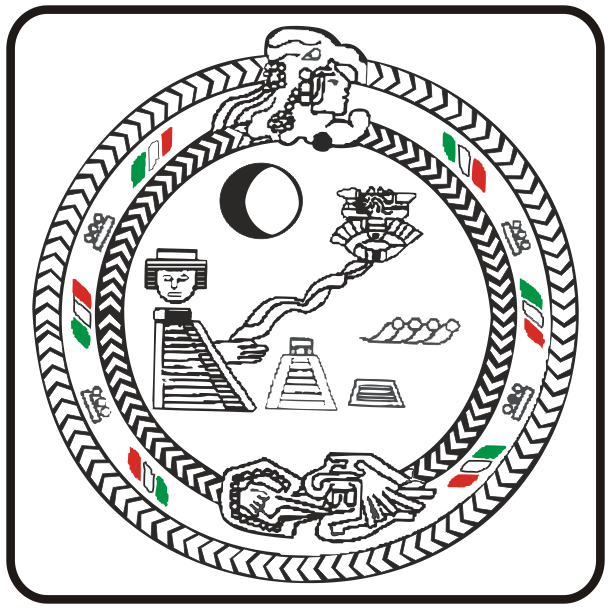
Herb gminy

Płożenie gminy na terenie Quintana Roo

Solidaridad – nazwa gminy w meksykańskim stanie Quintana Roo. Gmina została utworzona w 1993 roku ze względu na gwałtowny rozwój regionu i przyrost ludności spowodowany rozwojem turystyki na wybrzeżu Morza Karaibskiego. W 2005 roku gmina liczyła 112 736 mieszkańców. Siedzibą władz gminy jest miasto Playa del Carmen.
Na terenie gminy zlokalizowane jest stanowisko archeologiczne cywilizacji Majów z okresu prekolumbijskiego w Xcaret.